# Annette Beutler
Annette Beutler (ur. 29 czerwca 1976 w Heimenschwand) – szwajcarska kolarka szosowa.

## Kariera
Największy sukces w karierze Annette Beutler osiągnęła w sezonie 2006, kiedy zajęła trzecie miejsce w klasyfikacji generalnej Pucharu Świata. Wyprzedziły ją jedynie Brytyjka Nicole Cooke oraz Niemka Ina-Yoko Teutenberg. Wygrała wtedy francuski wyścig Grand Prix de Plouay, a dwa lata wcześniej zwyciężyła w Tour Féminin en Limousin. Na mistrzostwach świata najlepszy wynik osiągnęła w 2006 roku, kiedy podczas mistrzostw w Salzburgu była siódma w wyścigu ze startu wspólnego. Czterokrotnie zdobywała medale mistrzostw kraju, w tym złoty w 2006 roku w wyścigu ze startu wspólnego. Nigdy nie brała udziału w igrzyskach olimpijskich.